# Stephen Crane (Autor)

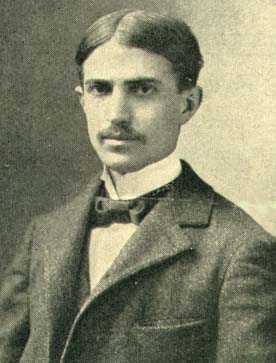
Stephen Crane

Stephen Crane (* 1. November 1871 in Newark, New Jersey; † 5. Juni 1900 in Badenweiler, Großherzogtum Baden) war ein amerikanischer Schriftsteller.

## Leben
Stephen Crane wurde als 14. Kind einer Methodistenfamilie geboren, seine Eltern waren der Prediger Jonathan Towley Crane und dessen Ehefrau Mary Helen Peck.
Crane begann bereits im Kindesalter zu schreiben. Später studierte er am Lafayette College (Easton, Penn.) und an der Syracuse University, brach sein Studium aber nach dem Tod seiner Eltern 1890 nach wenigen Monaten ab und begann seine Autoren-Laufbahn als Journalist in New York, wo er vor allem über das Leben in den Slums der Stadt berichtete. Diese Erfahrungen brachte er in seinen ersten Roman Maggie. A Girl of the Streets (1893) ein, der das im Titel genannte Thema in naturalistischer Manier behandelte. Das Buch wurde bei seinem Erscheinen seiner schonungslosen Darstellung und angeblicher Beleidigung des sittlichen Empfindens wegen allgemein abgelehnt.
Bis heute ist Crane vor allem für Die rote Tapferkeitsmedaille (The Red Badge of Courage, 1895) bekannt, mit der er seinen literarischen Durchbruch erzielte. Dieser Roman schildert in eindrücklicher Weise die Erfahrungen eines jungen Soldaten im Amerikanischen Bürgerkrieg und wurde 1951 mit Audie Murphy als Hauptdarsteller unter demselben Titel verfilmt.
1898 ließ Crane sich in Sussex, England, nieder und kam so in Kontakt mit dortigen Literaturgrößen, darunter Joseph Conrad und Henry James. Aufgrund seines literarischen Ruhms wurde er als Kriegsberichterstatter angestellt. Dadurch sah er den Türkisch-Griechischen Krieg 1897, ein Jahr später den Spanisch-Amerikanischen Krieg. Auf einer Reise nach Kuba Anfang 1897, wo er über die dortige Rebellion berichten sollte, erlitt er Schiffbruch und trieb mehrere Tage in einem offenen Boot, wodurch sich seine bereits angegriffene Gesundheit weiter verschlechterte. Seine Erlebnisse als Schiffbrüchiger verarbeitete er literarisch in der im gleichen Jahr veröffentlichten Erzählung The Open Boat (dt. „Im Rettungsboot“) die auch heute noch als ein klassisches Meisterwerk der amerikanischen Erzählliteratur des 19. und 20. Jahrhunderts gilt und beispielsweise motivisch in der deutschen Nachkriegsliteratur wieder aufgenommen wurde.
1898 veröffentlichte er den Kurzgeschichtenband The Open Boat and Other Tales, im Jahr seines Todes 1900 Whilomville Stories; zu seinem Werk zählen zudem zwei Gedichtbände (The Black Riders and Other Lines (1895) und War is Kind and Other Lines (1899)).
Crane litt an Tuberkulose und versuchte verzweifelt, Heilung zu erlangen. So kam er nach Badenweiler in Deutschland, wo er im Juni 1900 im Alter von 28 Jahren seiner Krankheit erlag. Seine letzte Ruhestätte fand er auf dem Evergreen Cemetery von Hillside, New Jersey.

## Werke
Prosa
- Maggie. A Girl of the Streets. Reclam, Stuttgart 2006, ISBN 3-15-009289-2 (Englisch; EA New York 1893).
  - deutsch: Maggie, das Straßenkind. Edition Martus, München 1997, ISBN 3-928606-22-0 (EA Leipzig 1897).
  - deutsch: Maggie, ein Mädchen von der Straße. In: Geschichten eines New Yorker Künstlers. Bielefeld 2022, ISBN 978-3-86532-785-7.
- The Red Badge of Courage. An Episode from the American Civil War. Salem Press, Pasadena, Calif. 2011, ISBN 978-1-58765-707-8 (EA New York 1895)
  - deutsch: Das Blutmal. Kessler, Mannheim 1954 (übersetzt von Hans Umstätter)
  - deutsch: Die Flagge des Mutes. Forum-Verlag, Frankfurt/M. 1955 (übersetzt von Milo Dor)
  - deutsch: Das rote Siegel. Verlag Volk & Welt, Berlin 1991, ISBN 3-353-00741-5 (EA Berlin 1962, übersetzt von Eduard Klein)
  - deutsch: Die rote Tapferkeitsmedaille. Diogenes-Verlag, Zürich 1985, ISBN 3-257-21299-2 (übersetzt von Eduard Klein und Klaus Marschke)
  - deutsch: Die rote Tapferkeitsmedaille. Neobooks, Berlin 2012, ISBN 978-3-8476-2045-7 (übersetzt von Jan Moewes)
  - deutsch: Die rote Tapferkeitsmedaille. Pendragon, Bielefeld 2021, ISBN 978-3-86532-686-7 (übersetzt von Bernd Gockel)
- George's Mother. Edward Arnold Books, London 1896.
  - deutsch, Georges Mutter, in: Geschichten eines New Yorker Künstlers, Bielefeld 2022, ISBN 978-3-86532-785-7
- The Little Regiment, and other episodes of the American Civil War. Appleton, New York 1896[3]
  - deutsch: Das kleine Regiment, in: Das Monster und andere Geschichten, Bielefeld 2022, ISBN 978-3-86532-807-6
- The Third Violet. Appleton, New York 1897.
- The Open Boat and other tales of adventure. Scholarly Press, St. Clair Shores, Mich. 1969 (Nachdr. d. Ausg. New York 1897)[4]
  - deutsch: Im Rettungsboot. Müller & Kiepenheuer, Bergen 1948.
  - deutsch: Männer im Boot und andere Erzählungen (Sammlung Klosterberg/Neue Folge). Verlag Schwabe, Basel 1955.
  - deutsch: Das offene Boot und andere Erzählungen; Übersetzung Lucien Deprijck. Mare, Hamburg 2016, ISBN 978-3-86648-263-0.
  - deutsch: Das offene Boot, in: Die tristen Tage von Coney Island, Bielefeld 2021, ISBN 978-3-86532-762-8

- The Blue Hotel. Merrill Publ., Columbus, Ohio 1969 (Nachdr. d. Ausg. London 1899)
  - deutsch: Das blaue Hotel. Herbig, Berlin 1936 (übersetzt von Hermann Stresen)
  - deutsch: Das blaue Hotel. Fischer-Taschenbuchverlag, Frankfurt/M. 1967 (übersetzt von Eduard Klein)
  - deutsch: Das blaue Hotel, in:  Die tristen Tage von Coney Island, Bielefeld 2021, ISBN 978-3-86532-762-8
- The Monster and other stories. Harper, New York 1899.[5]
  - deutsch: Das Monstrum. Erzählung. Evangelische Verlagsanstalt, Berlin 1972 (übersetzt von Uwe Lassen)
  - deutsch: Das Monster, in: Das Monster und andere Geschichten, Bielefeld 2022, ISBN 978-3-86532-807-6
- Active Service. Heinemann, London 1899.
- Whilomville Stories. Scholarly Press, St. Clair Shores, Mich. 1990, ISBN 0-403-00013-0 (Nachdr. d. Ausg. London 1900)[6]
- Wounds in the Rain, war stories. Books for Libraries, Plainview, 1976, ISBN 0-8369-4145-4 (Nachdr. d. Ausg. New York 1900)[7]

Lyrik
- The Black Riders and other lines. University Press, Houston, Tx. 2009, ISBN 978-0-89263-017-2 (Nachdr. d. Ausg. London 1895)
  - deutsch: Schwarze Reiter. Ausgewählte Gedichte (Insel-Bücherei; 693). Insel-Verlag, Leipzig 1985 (zweisprachig)
- War Is Kind and other poems. Dover Publ., London 1998, ISBN 0-486-40424-2 (Nachdr. d. Ausg. New York 1899).
- Stephen Crane Gedichte Bd. 1 (zweisprachig), Erfurt/Magdeburg 2004 ISBN 3-931069-18-4 (übersetzt von Daniel Lester)

Werkausgaben
- Stories and tales. Vintage Books, New York 1955.
- Great short works of Stephen Crane. Harper & Row, New York 1995, ISBN 0-06-083032-8.
- The works of Stephen Crane. University Press, Charlottesville, Va. 1969/75 (10 Bde.)
- Kleine Romane und Erzählungen (Sammlung Dieterich; 222). Dieterichs, Leipzig 1985 (übersetzt von Barbara Cramer-Neuhaus)[8]
- Meistererzählungen. Diogenes-Verlag, Zürich 1993, ISBN 3-257-22591-1 (übersetzt von Walter E. Richartz)
- Meistererzählungen. Manesse Verlag, Zürich 1985, ISBN 3-7175-1684-1 (übersetzt von Fritz Güttinger)
- Die tristen Tage von Coney Island, Geschichten, Pendragon Verlag, Bielefeld 2021, ISBN 978-3-86532-762-8 (übersetzt von Bernd Gockel)
- Geschichten eines New Yorker Künstlers, Romane und Geschichten, Pendragon Verlag, Bielefeld 2022, ISBN 3-978-86532-785-7 (übersetzt von Norbert Jakober)
- Das Monster und andere Geschichten, Pendragon Verlag, Bielefeld 2022, ISBN 978-3-86532-807-6 (übersetzt von Lucien Deprijck)

## Verfilmungen
- John Huston (Regie): Die rote Tapferkeitsmedaille. 1951 (frei nach The red badge of courage).
  - Neuverfilmung: Lee Philips (Regie): The red badge of courage. 1974
  - Remake: Václav Marhoul (Regie): Tobruk. 2008
- Albert Band (Regie): Face of Fire. 1959 (nach der Erzählung The monster)
- Stanislav Barabáš (Regie): Das blaue Hotel. 1973 (nach der Erzählung The blue hotel)
  - Remake: Ján Kadár (Regie): The blue hotel. 1977
  - Remake: Andrew George (Regie): The blue hotel. 1997

## Kritik und Einordnung
- „Die Prosa wirkt zuweilen abgehackt und planlos mit ihren unvorhersehbaren Sprüngen, die eher verblüffen und weh tun als verzaubern, und da sie nicht den Zauber entfalten, der von den großen, mächtig dahinströmenden Romanen früherer Jahrzehnte ausgeht, von Werken eines Dickens oder Balzac oder Tolstoi, kann man es sich mit Cranes Büchern nicht auf dem Sofa gemütlich machen. Crane liest man am besten kerzengerade auf einem Stuhl.“ (Paul Auster 2021 in In Flammen, Seite 169, über Maggie: a Girl of the Streets, übersetzt von Werner Schmitz)

- „Kurz: The Red Badge of Courage ist so extrem komprimiert geschrieben, dass jeder einzelnen Absatz wesentlich ist. Es gibt keine Atempause, nichts Überflüssiges, nichts, was die Aufmerksamkeit des Lesers vom Kern der Geschichte ablenkt. Das ist der Grund, warum das Buch 1895 so großes Aufsehen erregt hat und warum es in den 125 Jahren seither durchgehend lieferbar war. Nicht wegen der Geschichte, die es erzählt, sondern wie diese Geschichte erzählt wird.“ (Paul Auster 2021 in In Flammen, Seite 258, übersetzt von Werner Schmitz)